# شهرستان کنت (رود آیلند)
شهرستان کنت، رود آیلند (به انگلیسی: Kent County, Rhode Island) یک سکونتگاه مسکونی در ایالات متحده آمریکا است که در رود آیلند واقع شده‌است.

## خصوصیات
شهرستان کنت ۴۸۶٫۹۲ کیلومترمربع مساحت دارد.